# Григор Дяков
Григор Иванов Дяков е български общественик, политик, 26-и и 28-и кмет на Бургас през периода 10 март 1904 – 1 юни 1906 и 24 юли 1907 – 4 март 1908 година.

## Биография
Дяков е роден през 1865 година в Малко Търново. Участва в Сръбско – българската война като доброволец. След войната Дяков се установява в Бургас и с Георги Кондолов, Стоян Топузов и други странджанци създават емигрантски комитет. Запознава се със свои съидейници и се включва в Македонското дружество „Пирин планина“, на което по-късно става подпредседател.
Григор Дяков е привлечен от братя Никола и Петър Драгулев към сепаратистичното одринско дружество „Странджа“, създадено от тях във Варна и отцепило се от Македонската организация. На 15 декември 1896 в Бургас се учредява клон на дружество „Странджа“, като за негов председател е избран Атанас Славов, подпредседател е Григор Дяков, деловодител Стоян Петров и касиер Георги Стоянов. Бургаският клон на „Странджа“ брои 58 членове, някои от които, предимно кметове и учители, живеят в селата на околията. Повечето са бивши членове на „Пирин планина“.
Бургаското дружество участва активно в подготовката на Първия учредителен конгрес на тракийската емиграция, състоял се от 19 до 21 февруари 1897 в града. Григор Дяков е избран в ръководството на конгреса. Голяма роля изиграва Григор Дяков и за сформирането на първата чета на войводата Минчо Томов със секретар и агитатор Стоян Топузов.
На 10 март 1904, след като общинският съвет приема оставката на Петър Райчев, с абсолютно мнозинство избира за кмет на Бургас Григор Дяков. На 24 юли 1907 с пълно единодушие Григор Дяков за втори път е избран за кмет на Бургас. На 4 март 1908 общинския съвет разглежда молбата за оставка на кмета Григор Дяков и го освобождава от длъжност. Григор Дяков умира на 10 август 1945 в Бургас.